# Corvo (arma)

Diagrama de um corvo

Corvo (em latim: Corvus) era um dispositivo militar romano usado pelos navios de guerra durante a Primeira Guerra Púnica contra Cartago. Era como uma ponte de cerca de 1,2 m de largura e 10,9 m de comprimento. O dispositivo ficava provavelmente na proa do navio, onde um sistema de polias permitia que a ponte fosse levantada e abaixada. Havia uma ponta pesada na forma de um bico de pássaro no lado de baixo do dispositivo, daí o nome "corvo". A ponta foi projetada para perfurar a plataforma do navio inimigo quando o corvo fosse abaixado. Assim o navio inimigo ficava preso ao romano, permitindo que os legionários invadissem e tomassem a embarcação.
No século III a.C., Roma não era um poder naval e tinha quase nenhuma experiência na guerra no mar. De fato, antes da Primeira Guerra Púnica, a República Romana não tinha feito nenhuma campanha fora da península Itálica. A força militar da república estava na terra, e suas maiores virtudes eram a disciplina e a coragem de seus soldados. O corvo permitiu que usasse seu exército contra a marinha superior de Cartago. Com a ajuda do dispositivo, os romanos ganharam diversas batalhas, dentre as quais a de Milas, Sulci, Tindaris, e Ecnomo. 
Apesar de suas vantagens, o corvo teve inconvenientes sérios: atualmente se sabe que seu peso na proa comprometia a navegabilidade dos navios. Roma perdeu quase duas frotas inteiras em tempestades em 255 a.C. e em 249 a.C., em grande parte devido à instabilidade causada pelo dispositivo. Estas perdas foram provavelmente a razão principal para o abandono do corvo no projeto dos navios no fim da guerra. Enquanto as táticas navais romanas melhoraram e seus grupos se tornaram mais experientes, a vantagem do corvo na batalha não mais compensou o risco envolvido em usá-lo. A Batalha das Ilhas Égadas, que decidiu a Primeira Guerra Púnica foi ganha aparentemente sem o dispositivo, porém uma evolução, chamada arpax, foi usada na batalha de Nauloco.